# M8 (Aserbaidschan)
Die M8 ist eine Fernstraße in Aserbaidschan in der Autonomen Republik Nachitschewan. Die Straße führt in Ost-West-Richtung von Ordubad nach Naxçıvan.

## Geschichte
In der Sowjetunion wurde diese Strecke unter zwei verschiedenen Bezeichnungen geführt. Der östliche Teil von der armenischen Grenze nach Culfa wurde als A324, der Rest nach Naxçıvan als A325 beschildert. Diese Nummern blieben nach dem Ende der Sowjetunion weiter bestehen. Im Jahr 2008 wurde die Strecke von Ordubad nach Naxçıvan der M8 zugeordnet.

## Ortschaften an der Strecke
- Naxçıvan
- Ordubad